# 歐幾里得數
歐幾里得數都是整數，其形式為En = pn{\displaystyle \#} + 1，其中pn{\displaystyle \#} 是pn的質數階乘 。命名是由古希臘數學家歐幾里德來命名。
人們有時錯誤地說，歐幾里德的著名的歐幾里得定理:證明質數是無限的需要依賴於這些數字。事實上，歐幾里德的證明並沒有假設一個有限集合包含的所有質數的存在。相反，他說：
```
consider any finite set of primes 
(not necessarily the first n primes;
 e.g. it could have been the set {3, 11, 47}),
 and then went on from there to the conclusion 
that at least one prime exists that is not in that set.
```

意思是：考慮任何素數的有限集合（不一定是前n个素數，例如，它可能是集合{3，11，47}），然後從這兩個方面得到這樣的結論：至少存在一個質數不是在該集合。 （页面存档备份，存于）.
前幾個歐幾里得數是為:
3, 7, 31, 211, 2311, 30031, 510511 （OEIS數列A006862）.
目前還不知道是否存在無限多個歐幾里得素數
E6 = 13# + 1 = 30031 = 59 × 509是第一個歐幾里得合數

這表明並非所有歐幾里得數都是質數。

歐幾里得數不能是平方數.  因為歐幾里得數除以4都餘3.
對於所有的n ≥ 3的En(歐幾里得數)之最後一位數字永遠是1，因為En − 1必能被2和5整除(n ≥ 3)。